# Sokółka
Sokółka là một thị trấn thuộc huyện Sokólski, tỉnh Podlaskie ở đông-bắc Ba Lan. Thị trấn có diện tích 19 km². Đến ngày 1 tháng 1 năm 2011, dân số của thị trấn là 18532 người và mật độ 997 người/km².